# Divadlo na cucky
Divadlo na cucky je profesionální nezávislé divadlo v centru Olomouce, se současnou dramaturgií věnující se občanské angažovanosti a aktuálním společenským tématům. V rámci svých aktivit se divadlo věnuje kulturně vzdělávacím projektům, celoročním kurzům, workshopům, nabízí prostor pro umělecké rezidence a dováží do regionu zajímavé počiny z divadelní a taneční české a slovenské nezávislé scény. Současnou ředitelkou divadla je Alžběta Kvapilová, která nahradila ve funkci Jana Žůrka v únoru 2021, funkci umělecké šéfky zastává Silvie Vollmann.

## Historie
Divadlo na cucky má kořeny ve studentském amatérském divadelním světě. V olomouckému kulturnímu prostředí se nejedná o zvláštnost, nově vznikající scény mladých divadelních tvůrčích kolektivů a divadel tímto způsobem běžně vznikají. Obdobně se formovalo například uskupení kolem Davida Drábka soubor Hořící Žirafy nebo další olomoucké stále fungující scény – divadla Tramtarie a Nabalkoně kabaretní scéna.

### Vznik
Počátky divadelního souboru na cucky spadají do roku 2003. První inscenace uvedené v Domě armády režíroval mezi lety 2003–2006 Lukáš Večerka Později se soubor přesouval mezi různými divadelními prostory a spolupracoval s dalšími olomouckými divadly například tehdejším souborem Tramtarie. Vývoj souboru byl zároveň spjat s Katedrou divadelních a filmových studií Univerzitě Palackého, kde začal studovat bývalý ředitel divadla Jan Žůrek. Soubor proto začal působit v divadelním prostoru v Uměleckého centra Konvikt, které je prostorem univerzitním. Mezi inscenace charakteristické pro toto období, patřily Účtování v domě božím z roku 2003 od Felix Mitterera, Kolář(ž) neví kam jdeme?, 2004 a LOS PEJOROS, 2005.

### Divadelní soubor na cucky 2006–2013, prostor Divadlo Konvikt
Od roku 2006 spolupracoval soubor pod vedením Jana Žůrka se sdružením Divadlo Konvikt. Svou inscenační tvorbu představoval v Uměleckém centru. Zároveň koprodukčně spolupracoval s cizími subjekty jako např. Nová síť nebo Pastiche filmz. V této době začala také oficiální spolupráce s mezinárodním festivalem Divadelní Flora Olomouc.
Tvůrci postupně začali proměňovat charakter divadelních představení a inklinovat k jiným divadelním druhům, například pohybovému divadlu. S proměnou dramaturgie tehdy stále ještě amatérský soubor na cucky, ohledával hraniční formy žánru činohry, experimentu a tance. Kromě klasických inscenací jako byla Anna, co teď (2007) přibyla nová divadelní forma – Kabaret na cucky s premiérou 3. 12. 2007. Jejím postupným reprízováním vznikla nová inscenace – kabaret Kaldera 2008. V divadle v této době působily později výrazné osobnosti české i slovenské režie (Jan Frič, Anna Petrželková Davidová, Ján Mikuš).

### Divadlo na cucky 2013–2017, prostor Wurmova ulice
Vývoj souboru na cucky proto v roce 2013 charakterizovala profesionalizace a zároveň přechod od repertoárového divadla ke konceptu kulturní platformy.  Divadlo přestalo působit jako soubor se stálými herci, naproti tomu získalo samostatný prostor, přestěhovalo se z akademické půdy do prostorů Wurmovy ulice a bylo zapsáno jako spolek DW7. V programu se začala objevovat zejména hostující představení. Dramaturgicky se platforma zaměřuje na inscenace taneční a žánrově fluidní – expresivní a alternativní. Tematicky se velká většina inscenací vztahovala k soudobé divadelní praxi a reflektovala aktuální kulturně-společenské dění. Divadlo na cucky experimentovalo a ohledávalo hranice kreativních odvětví. V tomto období se z prostoru Wurmovy ulice stalo místo pro prezentaci české a zahraniční divadelní a taneční scény v Olomouci. Děje se tak zejména díky spolupráci s organizací Nová síť, mezinárodními platformami Visegrad Fund a Nordspirace. Kromě divadelních aktivit se dramaturgie začíná věnovat mimodivadelním a doprovodným aktivitám jako jsou workshopy, provoz Galerie W7, open mics, rezidenční pobyty nebo realizace projektu komunitního zahradničení Za()hrada. Původně se dramaturgie specializovala na alternativu ke klasické činohře, hostovali zde proto soubory jako je Vertedance, Studio Hrdinů, Jelena Kostić, A studio Rubín, DEFRACTO, ME-SA, Krepsko, ad. Vlastní tvorbu, na kterou byly vždy najímány inscenační týmy i herci jednotlivě, charakterizovaly inscenace jako Ritter, Dene, Voss, Antigona, Fernando Krapp mi napsal dopis ad. V programu nebyla opomíjena ani představení pro dětského diváka: Pohádka na cucky, Tučňáci na arše nebo tituly pro mládež jako: můj BF či Ole je Frajer. Další zásadní změny se týkaly workshopů, které sledovaly a rozvíjely charakter divadla jako komunitního centra. Jednalo se o projekty Divadlo na cucky pro děti (divadelní a výtvarné kroužky), dramatické studio SENior a dramatické studio pro studenty.

### Divadlo na cucky od 2017, prostor Dolní náměstí
V roce 2017 divadlo díky veřejné sbírce mohlo přesunout do vlastního prostoru na Dolním náměstí, který po rekonstrukci kromě divadla hostí Galerii XY a Café na cucky. Program charakterizuje nepravidelná dramaturgie např. autorské inscenace 1993, Jsem do tebe, Opletal, Opuštěná společnost a pohádku Tři oříšky. V době pandemie (2020–21) se divadlo aktivně podílelo na výrobě a distribuci roušek v rámci akce Olomouc šije roušky. Kromě online čtení pohádek a milostných korespondencí slavných osobností připravilo divadlo na podzim 2020 livestream inscenaci Psi malých ras (v režii Barbory Chovancové), určenou jen pro online prostor. Divadlo také podporuje společenskokritické a politické debaty nebo představení dramatického studia SENior a dramatického studia pro studenty.

## Dramaturgie a poetika Divadla na cucky
Ze starších inscenací Divadla na cucky je patrné, že dramaturgické plánování nemá jednotný charakter a proměňuje se v závislosti na okolních aspektech. Tento proces lze sledovat na vývoji programu v souvislosti s prostorem divadla, kde zrovna sídlí. Zásadní pro poetiku a dramaturgii divadla je vedení dialogu se společností a off-program, který leckdy převyšuje repertoár divadla. Program se dělí na hlavní, vedlejší program a vzdělávací kurzy. Do hlavního spadají inscenace jako je Opletal, Opuštěná společnost, MATE nebo Tři oříšky. Tyto inscenace jsou vyprofilované, aby každá z nich zasáhla věkově vymezenou skupinu, kupříkladu MATE je inscenací vytvořena pro vysokoškoláky. Další programovou složku zastupují debaty a projekce, které mají za cíl rozproudit společenskou debatu na téma: náboženství, společnost nebo globální oteplování. Poslední vzdělávací linii zastupují programy pro děti – dětské dílny, divadelní studio a lekce taneční a pohybové průpravy.

##### Další vzdělávací programy
- Příměstské tábory pro děti
- Představení pro školy
- Dramatický kurz 50+ – a Studio SEN
- Workshopy pro veřejnost[6]

## Inscenace
V letech 2003–2019 uvedlo divadlo tyto inscenace:
- Felix Mitterer: Účtování v domě božím, Režie: Lukáš Večerka, Premiéra: 2003
- Kolář(ž) neví kam jdeme?, Režie: Lukáš Večerka, Premiéra: 2004
- LOS PEJOROS, Režie: Lukáš Večerka a Jan Žůrek, Premiéry: 2004, 2005
- Anna, co teď, Režie: Jan Žůrek, Premiéra: 2004
- Kabaret na cucky, Režie: Jan Žůrek, Premiéra: 2007
- Kabaret Kladera, Režie: Jan Žůrek, 2008
- Rybník je plný pannen, jedna z nich řekla mi Mirku, Režie: Jan Žůrek, Premiéra: 2009
- Jon Fosse: Někdo přijde, Režie: Jan Frič, Premiéra: 2009
- vojcek_koncept, Režie: Ján Mikuš, Premiéra: 2010
- Gerhild Steinbuch: Bezhlaví (Kopftot), Režie: Jan Žůrek, Premiéra: 2010
- Gustav Flaubert: Mme Bovary, Režie: Jan Žůrek, Premiéra: 2010
- Jiří Jelínek: IDOLLS, Režie: Jiří Jelínek, Premiéra: 2011
- Fernando Krapp mi napsal dopis, Režie: Jan Žůrek, Premiéra: 2013
- Ritter, Dene, Voss, Režie: Petr Nerušil, Premiéra: 2015
- Antigona, Režie: Jan Žůrek, Premiéra: 2015
- Pohádku na cucky, Režie: Silvia Vollmannová, Premiéra 2015
- můj BF 2015, Režie: Silvia Vollmannová, Premiéra 2015
- Tučňáci na Arše, Režie: Zdeněk Vévoda, Premiéra 2016
- MATE, Režie: Silvia Vollmannová, Premiéra 2016
- Ole je Frajer, Režie: Zuzana Burianová Premiéra 2017
- 1993, Režie: Silvia Vollmannová, Premiéra 2018
- Jsem do tebe, Režie: Silvia Vollmannová, Premiéra 2018
- Opletal, Režie: Michal Hába, Premiéra 2018
- Opuštěná společnost, Režie: Patrik Lančarič, Premiéra 2019
- Tři oříšky, Režie: Patrik Lančarič, Premiéra 2019